# Shibata Kyūō

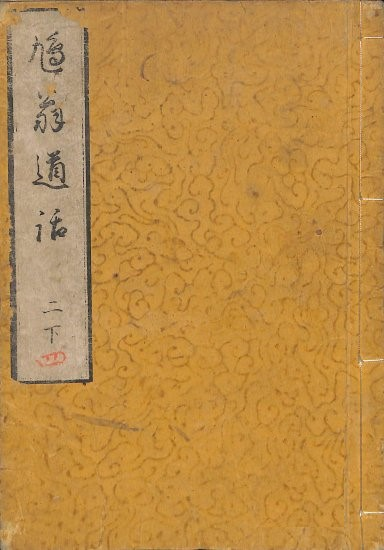
„Kyūō Dōwa“

Shibata Kyūō (japanisch 柴田 鳩翁, Vorname eigentlich Tōru; geboren 4. Juni 1783 in Kyōto (Provinz Yamashiro); gestorben 13. Juni 1839 ebenda) war ein japanischer Gelehrter der Sekimon Shingaku (石門心学) in der späten Edo-Zeit.

## Leben und Wirken
Shibata Kyūō war der Sohn von Naramon’ya Kichibei (吉兵衛), einem Kurier (飛脚, Hikyaku) in Kyōto. Er verlor im Alter von 10 Jahren seine Eltern und wanderte aufgrund der Armut durch Japan, besuchte Edo, kehrte aber nach Kyōto zurück. Im Alter von 28 Jahren wurde er als Dozent zu Militärbüchern erfolgreich. Es war dann die Lektüre des Ethik-Lehrbuches „Tohimondō“ (都鄙問答), verfasst von Ishida Baigan (石田 梅岩; 1685–1744) und anderen, die ihn tief bewegte. Er befasste sich dann intensiv mit Satto Tokuken (薩埵 徳軒; 1778–1836) und begann, sich für Shingaku zu interessieren.
1825, im Alter von 43 Jahren, gab Shibata seine Stelle als Dozent auf – trotzt des hohen Gehalts von 100 Ryō im Jahr – und widmete sich der Shingaku-Missionsarbeit mit der „Bereitschaft eines Bettlers“ (乞食覚悟, Kojiki kakugo). Im Alter von 45 Jahren erblindete er, arbeitete aber bis zu seinem Tod im Alter von 56 Jahren intensiv weiter. Mit seiner Arbeit erreichte er nicht nur das einfache Volk, sondern auch lokale Verwaltungsbeamte, feudale Gefolgsleute, den Gouverneur von Kyōto und hochrangige Hofadlige. Sein einfaches und geschicktes Geschichtenerzählen ist in „Kyūō Dōwa“ (鳩翁道話) – „Moralische Lehre des Kyūō“ zusammengefasst, das eines der repräsentativen Werke zur Shingaku ist.